# Doraemon: Shin Nobita no daimakyō - Peko to 5-nin no tankentai
Série
Doraemon: Nobita no himitsu dōgu myūjiamu
(2013) Doraemon: Nobita no supēsu hīrōzu
(2015)
Pour plus de détails, voir Fiche technique et Distribution.
Doraemon: Shin Nobita no daimakyō - Peko to 5-nin no tankentai (ドラえもん 新・のび太の大魔境〜ペコと5人の探検隊〜, littéralement « Doraemon : Le Nouveau Grand Démon de Nobita - Peko et les Cinq Explorateurs ») est un film d'animation japonais réalisé par Takashi Yamazaki, sorti le 8 mars 2014 au Japon. Il s'agit du 34e film tiré du manga Doraemon.

## Fiche technique
- Titre : Doraemon: Shin Nobita no daimakyō - Peko to 5-nin no tankentai
- Titre original : ドラえもん 新・のび太の大魔境〜ペコと5人の探検隊〜
- Titre anglais : Doraemon: New Nobita's Great Demon - Peko and the Exploration Party of Five
- Réalisation : Shinnosuke Yakuwa
- Scénario : Higashi Shimizu d'après le manga de Fujiko F. Fujio
- Musique : Kan Sawada
- Société de production : Asatsu-DK, Fujiko Productions, Shin-Ei Animation, Shōgakukan, TV Asahi et Tôhô
- Pays :  Japon
- Genre : Animation, aventure, comédie et science-fiction
- Durée : 109 minutes
- Dates de sortie : 
  - Japon : 8 mars 2014[1]
  - France : 25 mai 2014

## Doublage
- Wasabi Mizuta : Doraemon
- Megumi Ohara : Nobita
- Yumi Kakazu : Shizuka
- Subaru Kimura : Gian
- Yû Kobayashi : Peko
- Miku Natsume : la princesse Spiana
- Shun Oguri : Sarbel
- Tomokazu Seki : Suneo
- Kenji Tada : Bernard
- Yoshi Yamada : Balderry

## Musique
- Hikari no Signal - Kis My Ft2